# Ryan Briscoe
Ryan Briscoe (Sydney, 24 settembre 1981) è un pilota automobilistico australiano, campione italiano di Formula Renault nel 2001 e vincitore del campionato F3 Euro Series nel 2003.
Considerato una delle più interessanti promesse dell'automobilismo dei primi anni duemila, venne messo sotto contratto dalla Toyota con cui svolse il ruolo di terzo pilota in Formula 1 nel 2004.
In seguito ha gareggiato in varie categorie automobilistiche, tra cui IndyCar, American Le Mans Series e Campionato IMSA WeatherTech SportsCar. Si è inoltre imposto alla 24 Ore di Daytona del 2020, dopo aver ottenuto vittorie di classe nel 2015 e nel 2018.

## Carriera

### Le formule minori
Iniziò la sua carriera automobilistica nel karting nel 1993, debuttando nel campionato Yahama Junior, che vinse nel 1994. Negli anni seguenti, riuscì ad imporsi nei campionati australiano, nordamericano e italiano. Proprio in Italia venne assunto dal team Prema, che gli permise il passaggio alla Formula Renault nel 2000, campionato in cui si impose l'anno successivo. 
Attirò, dunque, l'interesse dalla Toyota che lo convocò per un test comparativo con altri piloti, al termine del quale, nonostante non fosse risultato il più veloce, impressionò per costanza e resistenza. Venne quindi assunto dalla casa giapponese e inserito nel programma per giovani piloti. L'anno seguente fece il suo debutto in Formula 3 e F3 Euro Series, laureandosi campione europeo nel 2003.

### Formula 1, IndyCar e Le Mans

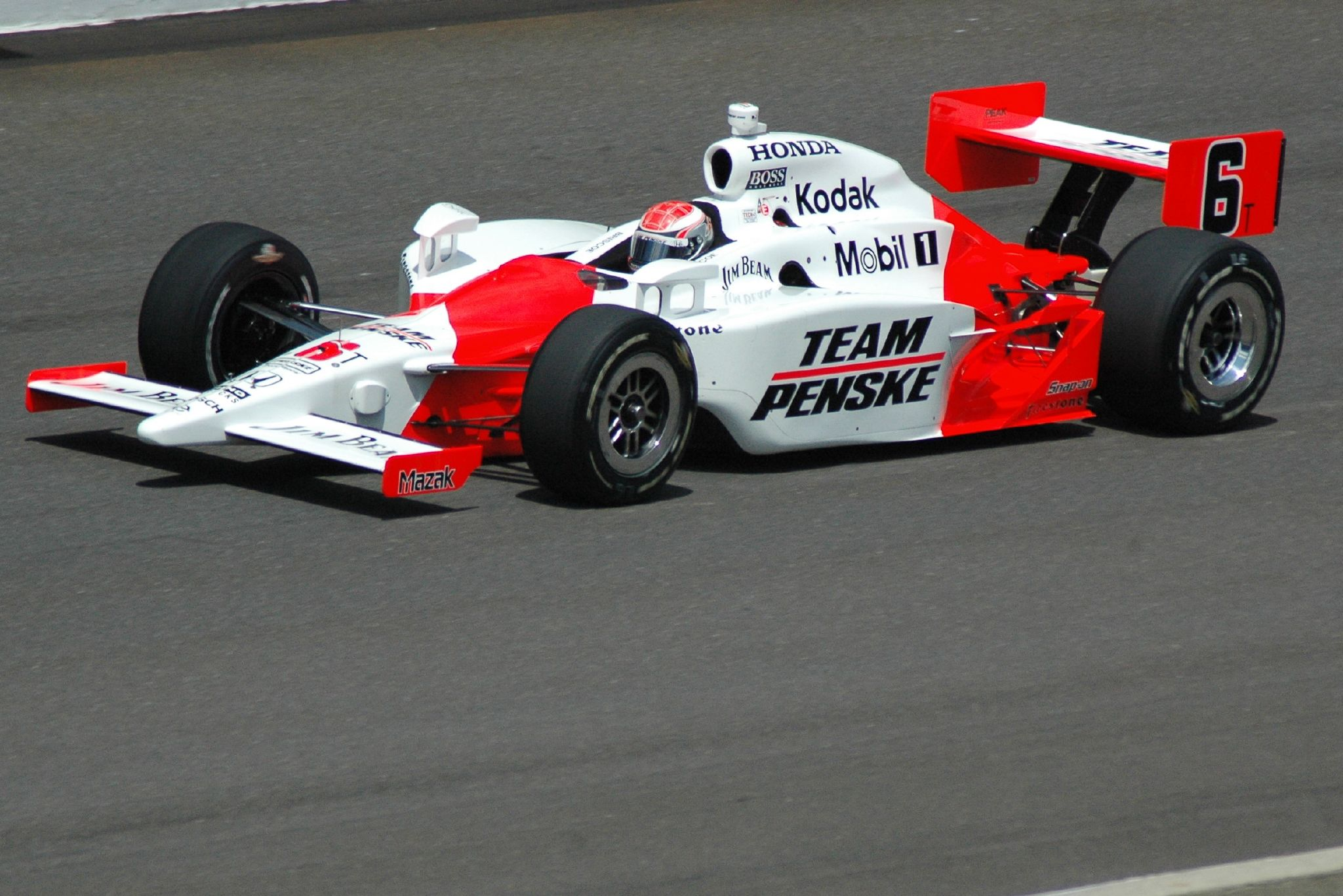
Briscoe alla guida della sua Penske nel 2008

Dopo aver preso parte in Formula 1 come terzo pilota della Toyota ai test del venerdì a termine campionato 2004, data l'impossibilità di guadagnarsi un posto per la stagione seguente, passò alla IndyCar nel team Target Chip Ganassi Racing. Dopo un inizio di campionato discreto, con un decimo posto alla 500 Miglia di Indianapolis fu vittima di uno spaventoso incidente l'11 settembre 2005 sul circuito di Chicago. In seguito al contatto con l'auto di Alex Barron, la vettura di Briscoe decollò in aria, urtò le barriere di protezione e prese fuoco. Prontamente soccorso, il pilota riportò la rottura di entrambe le clavicole, una frattura al piede destro e varie contusioni, terminando di fatto la sua stagione agonistica.
In seguito all'incidente, Briscoe passò i mesi successivi a effettuare riabilitazione a Viareggio. Nel frattempo perse il posto nel team di Ganassi e passò la stagione 2006 alternandosi tra varie categorie tra cui A1 Grand Prix e Champ Car e fece il suo debutto alla 24 Ore di Daytona. 
Nel 2007 partecipò a gare di Champ Car, American Le Mans Series e IndyCar, terminando 5º la 500 Miglia di Indianapolis 2007. 
Nel 2008 tornò in IndyCar come pilota titolare al team Penske dove ebbe come compagno di squadra il brasiliano Helio Castroneves. All'ovale di Milwaukee riuscì a ottenere la sua prima vittoria nella categoria, che rappresentò anche la 300esima per la Penske negli sport motoristici. Vinse altre due gare e si classificò 5º in campionato. Dopo aver corso altre quattro stagioni con il team Penske con ottimi risultati, tra cui un terzo posto nel campionato del 2009, fece ritorno alla Chip Ganassi Racing per due stagioni, senza ottenere risultati di rilievo, a parte un ottimo quarto posto in una gara nel 2013.
La sua ultima stagione in IndyCar venne disputata con il team Schmidt Peterson Motorsports, ottenendo come miglior risultato un quinto posto in gara, e il 18º posto nella classifica generale, con 205 punti ottenuti.

### Gare di durata
Terminata l'esperienza con le monoposto, si dedicò alle gare di durata. Dal 2016 cominciò a gareggiare a tempo pieno nell'IMSA in cui corse con una Ford GT della squadra di Chip Ganassi nella categoria GTLM. Dal 2016 al 2019 ottenne alcuni successi, concludendo al secondo posto il campionato per due volte insieme ai compagni di squadra.
Nel 2020 passò al team Konica nella categoria Dpi, concludendo nuovamente secondo in coppia con Renger van der Zande. Nell'occasione vinse la 24 Ore di Daytona.
Negli anni seguenti partecipò soprattutto a singoli eventi, arrivando terzo alla 24 Ore di Le Mans 2022.

## Risultati sportivi

### Formula 1
| 2004 | Scuderia | Vettura |  |  |  |  |  |  |  |  |  |  |  |  |    |    |    |    |    |    | Punti | Pos. |
| ---- | -------- | ------- |  |  |  |  |  |  |  |  |  |  |  |  | -- | -- | -- | -- | -- | -- | ----- | ---- |
| 2004 | Toyota   | TF104   |  |  |  |  |  |  |  |  |  |  |  |  | TP | TP | TP | TP | TP | TP | –     |      |

| Legenda | 1º posto     | 2º posto | 3º posto    | A punti         | Senza punti/Non class.  | Grassetto – Pole position Corsivo – Giro più veloce |
| Legenda | Squalificato | Ritirato | Non partito | Non qualificato | Solo prove/Terzo pilota | Grassetto – Pole position Corsivo – Giro più veloce |

### IRL
| Anno | Squadra                      | 1   | 2   | 3   | 4    | 5    | 6    | 7   | 8   | 9   | 10  | 11  | 12  | 13  | 14  | 15  | 16  | 17  | 18  | 19  | Posizione | Punti |
| ---- | ---------------------------- | --- | --- | --- | ---- | ---- | ---- | --- | --- | --- | --- | --- | --- | --- | --- | --- | --- | --- | --- | --- | --------- | ----- |
|      |                              | HMS | PHX | STP | MOT  | INDY | TXS  | RIR | KAN | NSH | MIL | MIS | KTY | PIK | SNM | CHI | WGL | FON |     |     |           |       |
| 2005 | Target Chip Ganassi Racing   | 20  | 19  | 14  | 12   | 10   | 12   | 21  | 21  | 8   | NP  | 10  | 13  | 20  | 19  | 22  |     |     |     |     | 19º       | 232   |
|      |                              | HMS | STP | MOT | INDY | WGL  | TXS  | RIR | KAN | NSH | MIL | MIS | KTY | SNM | CHI |     |     |     |     |     |           |       |
| 2006 | Dreyer & Reinbold Racing     |     |     |     |      | 3    |      |     |     | 9   | 18  |     |     | 16  |     |     |     |     |     |     | 21º       | 83    |
|      |                              | HMS | STP | MOT | KAN  | INDY | MIL  | TXS | IOW | RIR | WGL | NSH | MDO | MIS | KTY | SNM | DET | CHI |     |     |           |       |
| 2007 | Luczo-Dragon Racing          |     |     |     |      | 5    |      |     |     |     |     |     |     |     |     |     |     |     |     |     | 24º       | 30    |
|      |                              | HMS | STP | MOT | LBH  | KAN  | INDY | MIL | TXS | IOW | RIR | WGL | NSH | MDO | EDM | KTY | SNM | DET | CHI | SUR |           |       |
| 2008 | Team Penske                  | 19  | 23  | 9   | NPR  | 7    | 23   | 1   | 3   | 7   | 15  | 12  | 23  | 1   | 6   | 7   | 2   | 9   | 3   | 1   | 5º        | 447   |
|      |                              | STP | LBH | KAN | INDY | MIL  | TXS  | IOW | RIR | WGL | TOR | EDM | KTY | MDO | SNM | CHI | MOT | HMS |     |     |           |       |
| 2009 | Penske Racing                | 1   | 13  | 4   | 15   | 2    | 2    | 2   | 19  | 2   | 2   | 4   | 1   | 2   | 2   | 1   | 18  | 2   |     |     | 3º        | 604   |
|      |                              | SAO | STP | ALA | LBH  | KAN  | INDY | TXS | IOW | WGL | TOR | EDM | MDO | SNM | CHI | KTY | MOT | HMS |     |     |           |       |
| 2010 | Team Penske                  | 14  | 3   | 6   | 8    | 6    | 24   | 1   | 4   | 2   | 18  | 4   | 6   | 4   | 11  | 24  | 4   | 4   |     |     | 5º        | 482   |
|      |                              | STP | ALA | LBH | SAO  | INDY | TXS  | MIL | IOW | TOR | EDM | MDO | NHA | SNM | BAL | MOT | KTY | LSV |     |     |           |       |
| 2011 | Team Penske                  | 18  | 21  | 2   | 3    | 27   | 3    | 11  | 6   | 7   | 10  | 16  | 8   | 3   | 14  | 20  | 8   | C   |     |     | 6º        | 364   |
|      |                              | STP | ALA | LBH | SAO  | INDY | DET  | TXS | MIL | IOW | TOR | EDM | MDO | SNM | BAL | FON |     |     |     |     |           |       |
| 2012 | Team Penske                  | 5   | 14  | 7   | 25   | 5    | 16   | 3   | 14  | 18  | 19  | 8   | 7   | 1   | 2   | 17  |     |     |     |     | 6º        | 329   |
|      |                              | STP | ALA | LBH | SAO  | INDY | DET  | DET | TXS | MIL | IOW | POC | TOR | TOR | MDO | SNM | BAL | HOU | HOU | FON |           |       |
| 2013 | Chip Ganassi Racing          |     |     |     |      | 12   |      |     |     |     |     |     |     |     |     |     |     |     |     |     | 26º       | 100   |
| 2013 | Panther Racing               |     |     |     |      |      | 21   | 13  |     | 15  |     | 14  | 22  | NP  |     | 17  |     |     |     |     | 26º       | 100   |
|      |                              | STP | LBH | ALA | IMS  | INDY | DET  | DET | TXS | HOU | HOU | POC | IOW | TOR | TOR | MDO | MIL | SNM | FON |     |           |       |
| 2014 | Chip Ganassi Racing          | 10  | 17  | 11  | 6    | 18   | 15   | 10  | 9   | 12  | 8   | 4   | 9   | 12  | 11  | 8   | 6   | 17  | 7   |     | 11º       | 461   |
|      |                              | STP | NLA | LBH | ALA  | IMS  | INDY | DET | DET | TXS | TOR | FON | MIL | IOW | MDO | POC | SNM |     |     |     |           |       |
| 2015 | Schmidt Peterson Motorsports |     |     |     |      |      | 12   |     |     | 8   |     | 15  | 21  | 8   | 18  | 8   | 5   |     |     |     | 18º       | 205   |

### 24 Ore di Daytona
| Anno | Team                                    | Co-piloti                                        | Auto                     | Classe | Giri | Pos. | Class Pos. |
| ---- | --------------------------------------- | ------------------------------------------------ | ------------------------ | ------ | ---- | ---- | ---------- |
| 2005 | CompUSA Chip Ganassi with Felix Sabates | Scott Pruett Luis Díaz                           | Riley Mk. XI-Lexus       | DP     | 688  | 7°   | 7°         |
| 2006 | SunTrust Racing                         | Wayne Taylor Emmanuel Collard Max Angelelli      | Riley Mk. XI-Pontiac     | DP     | 123  | DNF  | DNF        |
| 2008 | Penske-Taylor Racing                    | Hélio Castroneves Kurt Busch                     | Riley Mk. XI-Pontiac     | DP     | 689  | 3°   | 3°         |
| 2009 | Penske Racing                           | Romain Dumas Timo Bernhard                       | Riley Mk. XX-Porsche     | DP     | 717  | 6°   | 6°         |
| 2011 | SunTrust Racing                         | Max Angelelli Ricky Taylor                       | Dallara DP01-Chevrolet   | DP     | 720  | 5°   | 5°         |
| 2012 | SunTrust Racing                         | Max Angelelli Ricky Taylor                       | Dallara Corvette DP      | DP     | 14   | DNF  | DNF        |
| 2014 | Corvette Racing                         | Jan Magnussen Antonio García                     | Chevrolet Corvette C7.R  | GTLM   | 329  | DNF  | DNF        |
| 2015 | Corvette Racing                         | Jan Magnussen Antonio García                     | Chevrolet Corvette C7.R  | GTLM   | 725  | 4°   | 1°         |
| 2016 | Ford Chip Ganassi Racing USA            | Richard Westbrook Stefan Mücke                   | Ford GT                  | GTLM   | 560  | 39°  | 9°         |
| 2017 | Ford Chip Ganassi Racing                | Richard Westbrook Scott Dixon                    | Ford GT                  | GTLM   | 624  | 27°  | 10°        |
| 2018 | Ford Chip Ganassi Racing                | Richard Westbrook Scott Dixon                    | Ford GT                  | GTLM   | 783  | 11°  | 1°         |
| 2019 | Ford Chip Ganassi Racing                | Richard Westbrook Scott Dixon                    | Ford GT                  | GTLM   | 570  | 13°  | 4°         |
| 2020 | Konica Minolta Cadillac                 | Scott Dixon Kamui Kobayashi Renger van der Zande | Cadillac DPi-V.R         | DPi    | 883  | 1°   | 1°         |
| 2021 | Scuderia Corsa                          | Bret Curtis Marcos Gomes Ed Jones                | Ferrari 488 GT3 Evo 2020 | GTD    | 676  | DNF  | DNF        |

### 12 Ore di Sebring
| Anno | Team                     | Co-piloti                       | Auto                    | Classe | Giri | Pos. | Class Pos. |
| ---- | ------------------------ | ------------------------------- | ----------------------- | ------ | ---- | ---- | ---------- |
| 2007 | Penske Racing            | Sascha Maassen Emmanuel Collard | Porsche RS Spyder Evo   | LMP2   | 297  | 23°  | 8°         |
| 2008 | Penske Racing            | Patrick Long Sascha Maassen     | Porsche RS Spyder Evo   | LMP2   | 29   | DNF  | DNF        |
| 2013 | Level 5 Motorsports      | Scott Tucker Marino Franchitti  | HPD ARX-03b             | P2     | 346  | 6°   | 1°         |
| 2014 | Corvette Racing          | Jan Magnussen Antonio García    | Chevrolet Corvette C7.R | GTLM   | 283  | 19°  | 8°         |
| 2015 | Corvette Racing          | Jan Magnussen Antonio García    | Chevrolet Corvette C7.R | GTLM   | 330  | 10°  | 1°         |
| 2016 | Ford Chip Ganassi Racing | Scott Dixon Richard Westbrook   | Ford GT                 | GTLM   | 235  | 15°  | 5°         |
| 2017 | Ford Chip Ganassi Racing | Scott Dixon Richard Westbrook   | Ford GT                 | GTLM   | 334  | 10°  | 4°         |

### 24 Ore di Le Mans
| Anno | Team                       | Co-piloti                         | Auto                    | Classe  | Giri | Pos. | Class Pos. |
| ---- | -------------------------- | --------------------------------- | ----------------------- | ------- | ---- | ---- | ---------- |
| 2013 | Level 5 Motorsports        | Scott Tucker Marino Franchitti    | HPD ARX-03b-Honda       | LMP2    | 242  | NC   | NC         |
| 2015 | Corvette Racing            | Jan Magnussen Antonio García      | Chevrolet Corvette C7.R | GTE Pro | 0    | DNS  | DNS        |
| 2016 | Ford Chip Ganassi Team USA | Scott Dixon Richard Westbrook     | Ford GT                 | GTE Pro | 340  | 20°  | 3°         |
| 2017 | Ford Chip Ganassi Team USA | Scott Dixon Richard Westbrook     | Ford GT                 | GTE Pro | 337  | 23°  | 7°         |
| 2018 | Ford Chip Ganassi Team USA | Scott Dixon Richard Westbrook     | Ford GT                 | GTE Pro | 309  | 39°  | 14°        |
| 2019 | Ford Chip Ganassi Team USA | Scott Dixon Richard Westbrook     | Ford GT                 | GTE Pro | 341  | 24°  | 5°         |
| 2021 | Glickenhaus Racing         | Romain Dumas Richard Westbrook    | Glickenhaus 007 LMH     | LMH     | 364  | 5°   | 5°         |
| 2022 | Glickenhaus Racing         | Franck Mailleux Richard Westbrook | Glickenhaus 007 LMH     | LMH     | 375  | 3°   | 3°         |

### WEC
| Anno    | Squadra                   | Classe   | Vettura                | SPA | ALG | MON | LMS | BHR | BHR |     | Punti | Pos. |
| ------- | ------------------------- | -------- | ---------------------- | --- | --- | --- | --- | --- | --- | --- | ----- | ---- |
| 2021    | Glickenhaus Racing        | Hypercar | 007 LMH                |     | 4   |     | 5   |     |     |     | 38    | 6º   |
| Anno    | Squadra                   | Classe   | Vettura                | SEB | SPA | LMS | MON | FUJ | BHR |     | Punti | Pos. |
| 2022    | Glickenhaus Racing        | Hypercar | 007 LMH                | 3   |     |     |     |     |     |     | 23    | 7º   |
| Anno    | Squadra                   | Classe   | Vettura                | SEB | ALG | SPA | LMS | MON | FUJ | BHR | Punti | Pos. |
| 2023    | Glickenhaus Racing        | Hypercar | 007 LMH                | Rit | 8   |     | 5   |     |     |     | 24    | 12°  |
| 2023    | Floyd Vanwall Racing Team | Hypercar | Vanwall Vandervell 680 |     |     |     |     |     |     | 12  | 24    | 12°  |
| Legenda |                           |          |                        |     |     |     |     |     |     |     |       |      |

* Stagione in corso.